# Кехоу, Салли
Салли Кехоу (англ. Sally Kehoe; род. 25 сентября 1986, Тувумба, Квинсленд) — австралийская гребчиха, выступавшая за сборную Австралии по академической гребле в период 2003—2016 годов. Серебряная и бронзовая призёрка чемпионатов мира, победительница этапов Кубка мира, участница трёх летних Олимпийских игр.

## Биография
Салли Кехоу родилась 25 сентября 1986 года в городе Тувумба штата Квинсленд, Австралия. После окончания старшей школы поступила в Университет Новой Англии, где получила степень бакалавра в области экономики. Заниматься греблей начала в возрасте тринадцати лет в 1999 году, проходила подготовку в гребном клубе Сиднейского университета.
Первого серьёзного успеха в академической гребле добилась в сезоне 2003 года, когда вошла в состав австралийской национальной сборной и одержала победу в парных двойках на чемпионате мира среди юниоров в Греции. Год спустя была лучшей в одиночках на аналогичных соревнованиях в Испании.
Начиная с 2005 года выступала на взрослом уровне, в частности попала в число призёров на нескольких этапах Кубка мира и побывала на чемпионате мира в Гифу, откуда привезла награду бронзового достоинства, выигранную в парных двойках — в финале её обошли экипажи из Новой Зеландии и Болгарии.
В 2006 году на мировом первенстве в Итоне стала серебряной призёркой в четвёрках, пропустив вперёд британскую команду.
На чемпионате мира 2007 года в Мюнхене выступала в распашных рулевых четвёрках и показала на финише четвёртый результат, остановившись в шаге от призовых позиций.
Благодаря череде удачных выступлений удостоилась права защищать честь страны на летних Олимпийских играх 2008 года в Пекине — в составе распашной восьмёрки финишировала в финале шестой.
В 2009 году в парных двойках заняла четвёртое место на мировом первенстве в Познани, в двух последующих сезонах на чемпионате мира в Карапиро и чемпионате мира в Бледе в обоих случаях была четвёртой в парных четвёрках.
Находясь в числе лидеров гребной команды Австралии, благополучно прошла отбор на Олимпийские игры 2012 года в Лондоне — здесь вновь стала шестой в восьмёрках.
После лондонской Олимпиады Кехоу осталась в основном составе австралийской национальной сборной и продолжила принимать участие в крупнейших международных регатах. Так, в 2014 году в двойках парных она одержала победу на двух этапах Кубка мира и завоевала бронзовую медаль на чемпионате мира в Амстердаме.
В 2015 году в той же дисциплине соревновалась на мировом первенстве в Эгбелете, однако сумела отобраться лишь в утешительный финал B.
Представляла Австралию на Олимпийских играх 2016 года в Рио-де-Жанейро — на сей раз стартовала совместно с Женевьев Хортон в двойках парных, но не квалифицировалась в главный финал А, расположившись в итоговом протоколе соревнований на девятой строке.
Приходится троюродной сестрой известной австралийской пловчихе Сьюзан О’Нилл.